# Cristallisation (Stendhal)
Pour les articles homonymes, voir Cristallisation.
Le concept de la cristallisation a été inventé par Stendhal dans son ouvrage De l'amour, publié en 1822, pour décrire le phénomène d'idéalisation à l'œuvre au début d'une relation amoureuse : « En un mot, il suffit de penser à une perfection pour la voir dans ce qu'on aime ».

## Contexte
Rendu malheureux par son amour pour Matilde rencontrée à Milan en mars 1819, Stendhal a l'idée d'écrire un ouvrage où il exprimera tout ce que lui fait éprouver Matilde. Plutôt que de passer par la fiction, comme il en avait initialement l'intention, il écrit un ouvrage d'analyse psychologique du sentiment amoureux.

## Processus de la cristallisation
C'est dans le chapitre 2 de De l'amour, intitulé « De la naissance de l'amour », que Stendhal décrit les étapes à travers lesquelles passe l'amoureux pour parer l'être aimé de toutes les qualités, certaines étant imaginaires :
« Aux mines de sel de Salzbourg, on jette dans les profondeurs abandonnées de la mine un rameau d'arbre effeuillé par l'hiver ; deux ou trois mois après, on le retire couvert de cristallisations brillantes (…) Ce que j'appelle cristallisation, c'est l'opération de l'esprit, qui tire de tout ce qui se présente la découverte que l'objet aimé a de nouvelles perfections ».

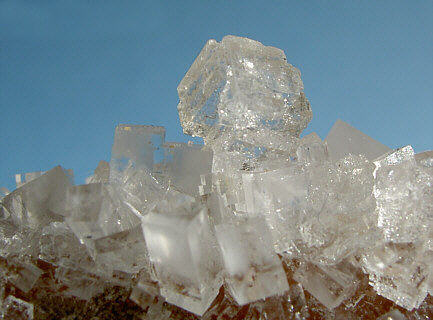
Cristaux de sel.

La cristallisation prend sa source dans la distance avec l'être aimé et le doute sur ses sentiments : « Êtes-vous quitté, la cristallisation recommence ; (…) ».
La cristallisation s'inscrit dans un processus en plusieurs étapes, sept précisément, selon Stendhal :
1. L'admiration
2. Quel plaisir, etc.
3. L'espérance.
4. L'amour est né.
5. Première cristallisation.
6. Le doute paraît.
7. Seconde cristallisation[4].

L'adoration et l'invention de qualités imaginaires suit une période d'admiration. C'est un phénomène qui nécessite du temps, une fréquentation discontinue de l'être aimé, des sentiments inavoués, le passage par des moments de doutes et d'espoirs. Par ailleurs la seconde cristallisation, est, aux yeux de Stendhal, très importante : « c'est ce chemin sur l'extrême bord d'un précipice affreux, et touchant de l'autre main le bonheur parfait qui donne tant de supériorité à la seconde cristallisation sur la première ».  

## Origine du terme

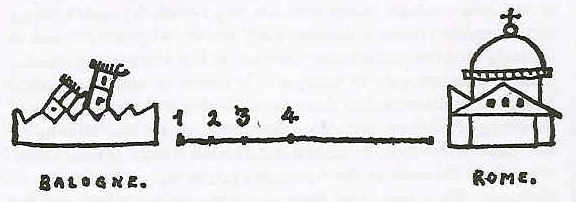
Le cheminement de la Cristallisation selon Stendhal.

Dans le chapitre intitulé « Le rameau de Salzbourg » rajouté ultérieurement à De l’amour, en 1853, par Romain Colomb, dans les Compléments, Stendhal explique comment lui est venue l'idée d'employer l'analogie entre les sentiments amoureux et le processus naturel de la cristallisation. Lors d’une visite, qu'il présente comme réelle mais probablement fictive, des mines de sel à Hallein, près de Salzbourg, en 1818, avec Madame Gherardi et des amis, il observe pour la première fois le phénomène naturel de la cristallisation sur une branche. Un jeune officier bavarois qui les accompagnait, en train de « tomber amoureux à vue d'œil », vante des qualités insoupçonnées de Madame Gherardi. 

Stendhal explique à son amie ce qui est en train de se produire, et lui propose son analogie, qu'elle comprend ainsi : « au moment où vous commencez à vous occuper d'une femme, vous ne la voyez plus telle qu'elle est réellement, mais telle qu'il vous convient qu'elle soit. Vous comparez les illusions favorables que produit ce commencement d'intérêt à ces jolis diamants qui cachent la branche de charmille effeuillée par l'hiver, et qui ne sont aperçus, remarquez-le bien, que par l'œil de ce jeune homme qui commence à aimer. » 

Plus tard, Madame Gherardi, désirant expliquer les différentes étapes de la cristallisation, propose une comparaison avec un trajet qui partirait de Bologne, l'indifférence, pour aller à Rome, l'amour parfait, dont Stendhal a fait un dessin. 

## Prolongement
Ce concept a été repris dans une chanson de Serge Gainsbourg, nommée « C'est la cristallisation, comme dit Stendhal », composée pour la comédie musicale Anna (1967), et interprétée avec Jean-Claude Brialy